# Ulica ks. Jana Kapicy w Siemianowicach Śląskich
Ulica ks. Jana Kapicy w Siemianowicach Śląskich – ulica w Siemianowicach Śląskich o długości około 1310 metrów, łącząca Laurahutę i osiedle J. Tuwima w siemianowickiej dzielnicy Centrum z Bytkowem w rejonie osiedla Chemik i osiedla Młodych. Ma ona przebieg równoleżnikowy, a kursują wzdłuż niej autobusy na zlecenie Zarządu Transportu Metropolitalnego. Ulica ks. J. Kapicy jest miejscem koncentracji licznych dyskontów oraz galerii handlowych. Jedynym położonym przy tej ulicy budynkiem wpisanym do gminnej ewidencji zabytków jest kościół św. Antoniego z Padwy.

## Charakterystyka i przebieg

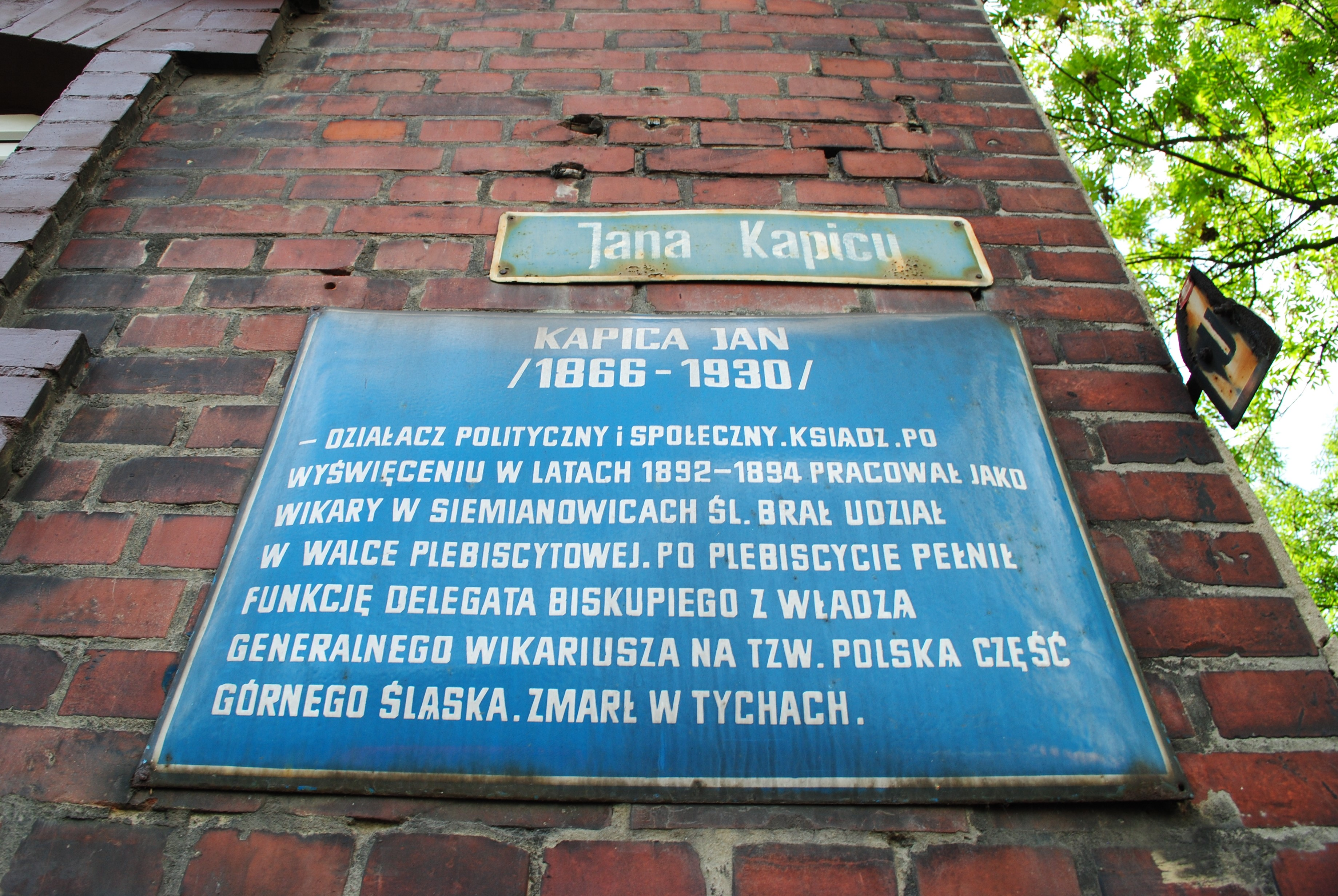
Tablica z nazwą ulicy oraz z biografią patrona ulicy

Ulica ks. J. Kapicy położona jest w Siemianowicach Śląskich i przebiega przez dwie dzielnice: Bytków (rejon osiedli: Chemik i Młodych) i Centrum (rejon osiedla Tuwim oraz Laurahuty). Numeracja budynków zaczyna się od strony wschodniej. Na wysokości skweru Laury ulica krzyżuje się na wprost z ulicą L. Waryńskiego i z lewej strony z ul. św. Floriana. Zaraz za skrzyżowaniem ulica z kierunku północno-zachodniego kieruje się na zachód i biegnie w linii prostej w stronę Bytkowa. Ulica ks. J. Kapicy kończy się na skrzyżowaniu na wysokości Siemianowickiego Centrum Kultury – w głównym ciągu trasa kontynuuje swój bieg jako ulica Zwycięstwa. Ulica na całej długości przecina ulice i drogi osiedlowe – po lewej stronie odpowiednio ulice: św. Floriana, M. Kopernika, J. III Sobieskiego, H Wróbla i W. Korfantego, natomiast po prawej stronie ulice: Olimpijską i Kopalnianą oraz aleję Młodych.
Ulica ks. J. Kapicy jest drogą powiatową. W systemie TERYT widnieje ona pod numerem 07977. Ulica jest oświetlona za pomocą lamp LED-owych, które zastąpiły oświetlenie z wykorzystaniem lamp sodowych. Na wysokości kościoła św. Antoniego z Padwy znajduje się inteligentne przejście dla pieszych, wyposażone w synchronizowane ze sobą czujniki ruchu, punktowe elementy odblaskowe, znaki drogowe z oświetleniem ostrzegawczym oraz pasy akustyczne. Łączna długość ulicy wynosi około 1310 m.
Wzdłuż ulicy kursują autobusy na zlecenie Zarządu Transportu Metropolitalnego (ZTM). Zlokalizowane są na niej dwa przystanki: Siemianowice Kopalniana i Siemianowice Korfantego, z których – według stanu z października 2021 roku – odjeżdża 5 linii autobusowych, łączących prócz innych dzielnic Siemianowic Śląskich również niektóre miasta Górnośląsko-Zagłębiowskiej Metropolii: Chorzów, Katowice i Ruda Śląska.
Jedynym obiektem położonym przy ulicy ks. J. Kapicy wpisanym do gminnej ewidencji zabytków jest kościół św. Antoniego z Padwy wraz z plebanią (ul. ks. J. Kapicy 2/2a). Wierni rzymskokatoliccy mieszkający przy ulicy ks. J. Kapicy przynależą do parafii św. Antoniego z Padwy.

## Historia

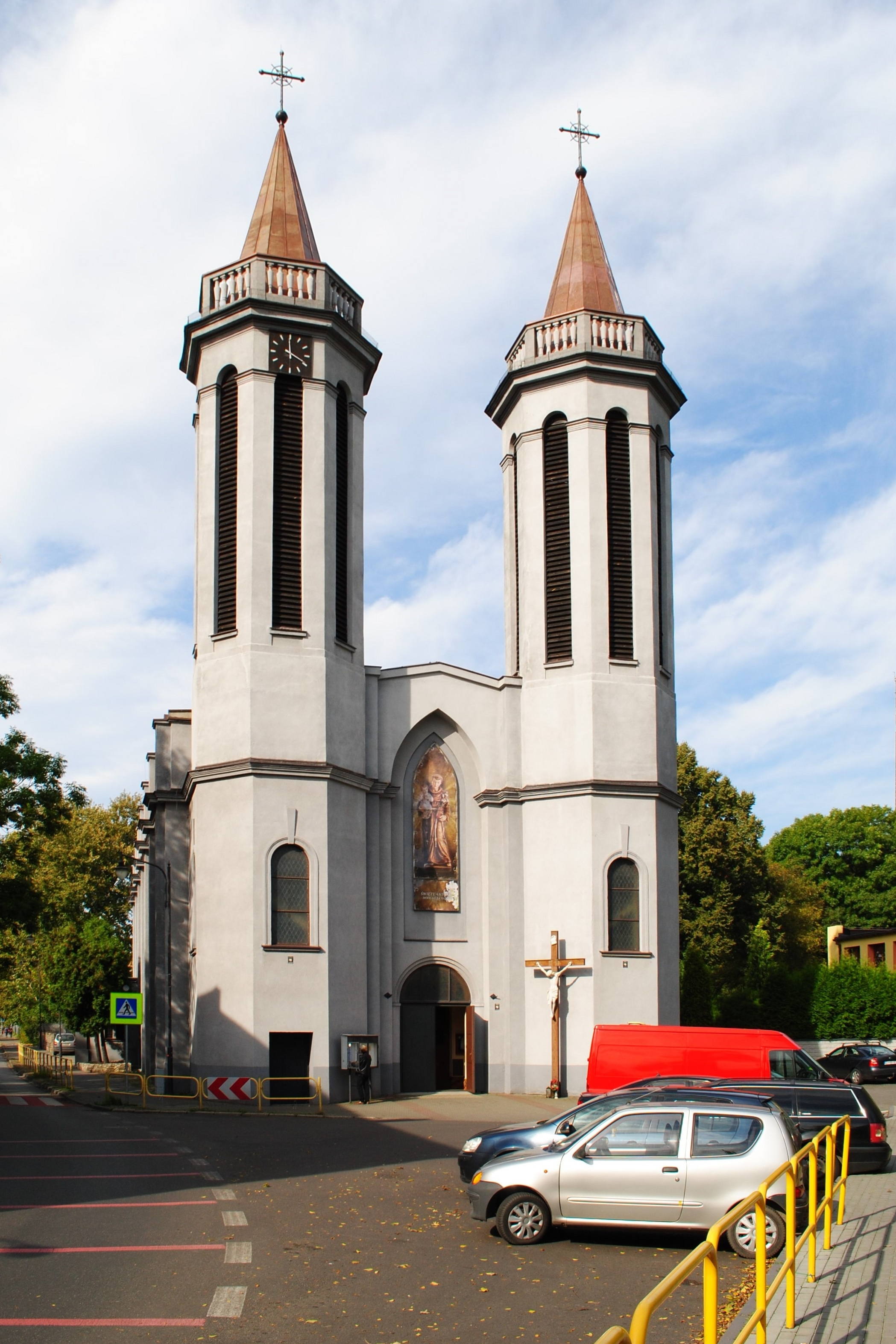
Kościół św. Antoniego z Padwy

Ulica została nazwana imieniem księdza Jana Kapicy – duchownego rzymskokatolickiego, posła do parlamentu pruskiego i delegata biskupiego dla polskiej części Górnego Śląska. W czasach niemieckiej okupacji ulicę przemianowano na Schlageterstrasse – Albert Leo Schlageter był niemieckim bojówkarzem, który był kreowany przez nacjonalistów na bohatera narodowego. W tym czasie, częściowo na zajętych ogródkach działkowych, powstał niemiecki obóz jeniecki, w którym przetrzymywano alianckich żołnierzy, w tym sowietów z obozu z Łambinowic. Obóz składał się z niskich baraków, a pośrodku znajdowało się oczko wodne. Obóz otoczony był drutem kolczastym, a w rogach ogrodzenia znajdowały się wieże obserwacyjne. Nadzór mieszkał po drugiej stronie ulicy, w miejscu obecnej galerii handlowej. Zabudowa obozu do 1956 roku posłużyła jako obóz dla jeńców niemieckich pracujących w górnictwie oraz jako zakład karny. Po obozie zachowały się betonowe elementy ogrodzenia. Przy ulicy ks. J. Kapicy zachowały się również dwa schrony z czasów II wojny światowej: schron typu Einman, będący pozostałością po obozie, położony na terenie całodobowego parkingu oraz schron typu Luft-Schutz-Deckunsgraben.
W czasach Polski Ludowej ulica miała swoją obecną nazwę. W latach 70. XX wieku przebudowano wiadukt Górnośląskich Kolei Wąskotorowych nad ulicą ks. J. Kapicy, a także zmodernizowano samą ulicę. Pierwotnie przejazd przez wiadukt był na tyle wąski, że mieścił się tylko jeden samochód; nie był on również skierowany prostopadle do osi jezdni. W 1984 roku w rejonie skrzyżowania ul. ks. J. Kapicy i W. Korfantego założono rodzinny ogród działkowy „Barbórka” o powierzchni 5,5 ha, na którym znajdują się 162 działki.
Ulica ks. J. Kapicy była częścią odbywającego się m.in. przez terytorium Siemianowic Śląskich wyścigu Tour de Pologne, w tym IV etap 71. konkursu 6 sierpnia 2014 roku, II etapu 73. konkursu 13 lipca 2016 roku oraz I etapu 77. konkursu 5 sierpnia 2020 roku.
W 2014 roku firma DL Invest Group rozpoczęła prace nad budową galerii handlowej w miejscu budynku dawnej piekarki „Gigant”. W ramach prac powstał kompleks handlowy o powierzchni około 3 tys. m² oraz 70 miejsc parkingowych.
We wrześniu 2015 roku trwały prace nad wymianą nawierzchni asfaltobetonowej na fragmencie ulicy ks. J. Kapicy od skrzyżowania z ulicą Niepodległości do warsztatu samochodowego. Prace remontowe trwały do połowy października tego samego roku. W ramach prac wybudowano również nową zatokę autobusową oraz zamontowano cztery nowe wiaty przystankowe. Przy ulicy ks. J. Kapicy na wysokości Kompleksu Sportowego „Siemion” powstało Osiedle sportowe, będące kompleksem dwóch budynków wielorodzinnych podjadających łącznie 84 mieszkania o różnych metrażach. Inwestorem budynków jest Development ZBH z Siemianowic Śląskich. Budowa pierwszego z budynków rozpoczęła się w 2019 roku. W listopadzie 2019 roku na wysokości kościoła św. Antoniego z Padwy zostało zainstalowane inteligentne przejście dla pieszych. W dniu 10 września 2020 roku przy ulicy ks. J. Kapicy 10b został otwarty pierwszy na terenie Siemianowic Śląskich sklep Action. Przy nim powstał również parking z 35 stanowiskami postojowymi.
Pod koniec września 2021 roku w rejonie ulicy ks. J. Kapicy oraz Alei Młodych w ramach budżetu obywatelskiego na 2021 rok rozpoczęto prace nad budową parku leśnego. Koszt prac oszacowano na 420 tys. złotych. Do końca listopada 2021 roku w ramach budżetu obywatelskiego rozbudowano monitoring wizyjny miasta m.in. o kamerę na wysokości galerii handlowej przy ulicy ks. J. Kapicy.

## Gospodarka i instytucje
Do systemu REGON do połowy października 2021 roku zostało wpisanych łącznie 208 podmiotów zarejestrowanych przy ulicy ks. J. Kapicy. Spośród dalej funkcjonujących, według stanu z października 2021 roku, przy ulicy działają takie placówki jak m.in.: sklepy wielobranżowe, zakłady fryzjerskie, piekarnia, kioski, gabinety lekarskie, punkty gastronomiczne, firmy remontowo-budowlane, stowarzyszenia (w tym m.in. Stowarzyszenie Społeczno-Kulturalne Laura oraz Śląskie Stowarzyszenie Pomocy Ofiarom Przestępstw) i inne.
Swoją siedzibę mają tu też następujące instytucje:
- Gumisiowe Przedszkole w Siemianowicach Śląskich (ul. ks. J. Kapicy 2)[30],
- Spółdzielnia Mieszkaniowa „FABUD” (ul. ks. J. Kapicy 3)[31],
- parafia św. Antoniego z Padwy[9].

Ulica ks. J. Kapicy jest też miejscem koncentracji licznych dyskontów. Według stanu z października 2021 roku, przy ulicy swoje sklepy miały m.in. następujące sieci handlowe:
- Aldi (ul. ks. J. Kapicy 7)[32],
- Biedronka (ul. ks. J. Kapicy 8)[33],
- Pepco (ul. ks. J. Kapicy 8)[34],
- Deichmann (ul. ks. J. Kapicy 10a)[35],
- Kaufland (ul. ks. J. Kapicy 10a)[36],
- Action (ul. ks. J. Kapicy 10b)[37],